# Sehlabathebe-Nationalpark
Der Sehlabathebe-Nationalpark (englisch Sehlabathebe National Park; [seɬɑbɑˈtʰɛbɛ], von Sesotho sehlaba ‚Plateau‘ und thebe ‚Schild‘, also „Schild-Plateau“) ist einer von zwei Nationalparks in Lesotho. Er wurde 1970 gegründet und gehört seit 2013 als Teil des Maloti-Drakensberg-Parks zum UNESCO-Welterbe.

## Geographie
Der Nationalpark liegt in den Maloti-Bergen im äußersten Südosten des Landes an der Grenze zu Südafrika. Er gehört zum Distrikt Qacha’s Nek, ist 64,75 bis 69,52 Quadratkilometer groß und liegt durchschnittlich rund 2450 Meter über dem Meeresspiegel. Es überwiegen weites Grasland und Sandsteinformationen, die hier ihre größte Höhe erreichen, während im übrigen Lesotho in dieser Höhe Basalt vorkommt. Am Nordrand des Nationalparks befinden sich steil aufragende Basaltberge, die bis 2900 Meter hoch sind. Das Gelände ist von mehreren ganzjährig wasserführenden Flüssen wie dem Tsoelikane durchzogen und weist zahlreiche Feuchtbiotope auf. Im Park befindet sich der Tsoelikane-Wasserfall.
In dem Nationalpark gibt es eine geringe Zahl von Unterkünften. Er ist Teil des grenzüberschreitenden Maloti-Drakensberg Transfrontier Conservation Area (etwa: Maloti-Drakensberge-Grenzüberschreitendes Erhaltungsgebiet). Eine zwölf Kilometer lange Grenze verbindet ihn mit dem uKhahlamba Drakensberg Park in Südafrika. Ein Fußweg mit dem Grenzposten Ngoangoana Border Post bzw. Bushman’s Nek verbindet beide Gebiete.

## Geschichte
Das Gebiet wurde lange von San bewohnt, die hier an mindestens 65 Stellen Felsmalereien hinterließen. Der Sehlabathebe-Nationalpark wurde am 8. Mai 1969 gegründet, drei Jahre nach der Unabhängigkeit Lesothos. Er ist nach einer nahen Siedlung westlich des Gebiets benannt. Ursprünglich war er ohne feste gesetzliche Grundlage als Wild Life Sanctuary and National Park (Wildschutzgebiet und Nationalpark) eingerichtet worden. Erst mit dem National Park Act von 2001 wurde er offiziell als Nationalpark anerkannt. 2008 wurde er in die Liste der Kandidaten für das UNESCO-Weltkulturerbe aufgenommen. 2013 wurde er als Teil der Maloti Drakensberg Transboundary World Heritage Site, deren größerer Teil der uKhahlamba-Drakensberg Park ist, in das UNESCO-Welterbe aufgenommen.

## Flora, Fauna und Klima
Aufgrund der geringen Besiedelung der Umgebung und der abgeschiedenen Lage, die es auch für Touristen schwierig macht, dorthin zu gelangen, können sich zahlreiche Pflanzen- und Tierarten dort entwickeln. Zu ihnen gehören endemische Arten wie der Fisch Pseudobarbus quathlambae und die Sehlabathebe-Wasserlilie (Aponogeton ranunculiflorus), die nur in dem Nationalpark geschützt sind. Die Pflanzenarten gehören zu den afroalpinen und subalpinen Arten. Es kommt wegen der Nähe zum Indischen Ozean auch im Sommer häufig zu Temperaturstürzen und Starkwind.